# Снокуалми
Снокуа̀лми (на английски: Snoqualmie) е град в окръг Кинг, щата Вашингтон, САЩ. Снокуалми е с население от 10 670 жители (2010 г.), с прираст за 2000 – 2010 г. 554,2%, при среден за щата 14,1%. Общата площ е 13,4 km². Намира се на 130 m надморска височина. ЗИП кодът му е 98065, 98068, а телефонният му код е 425.

## В популярната култура
Градът е известен с това, че в него е заснета голямата част от сериала Туин Пийкс и последвалия го пълнометражен филм Туин Пийкс: Огън, следвай ме. Хотелът „Salish Lodge & Spa“, до Снокуалмските водопади е сградата позната на зрителите на Туин Пийкс като хотел „Големия северен“ (Great Northern).
- Сноукуолмските водопади и „Salish Lodge & Spa“.
- Методистката църква в града.
- Централна улица с магазини.